# Machilus nanchuanensis
Machilus nanchuanensis är en lagerväxtart som beskrevs av N. Chao. Machilus nanchuanensis ingår i släktet Machilus och familjen lagerväxter. Inga underarter finns listade i Catalogue of Life.